# 希林根
希林根是德国莱茵兰-普法尔茨州的一个市镇。总面积19.59平方公里，总人口1221人，其中男性608人，女性613人（2011年12月31日），人口密度62人/平方公里。